# Dinoryctes
Dinoryctes är ett släkte av skalbaggar. Dinoryctes ingår i familjen Dynastidae.
Kladogram enligt Catalogue of Life:
| Dinoryctes | \| \| Dinoryctes deguidei \| \| \| \| \| \| Dinoryctes truncaticollis \| \| \| \| |
|            | \| \| Dinoryctes deguidei \| \| \| \| \| \| Dinoryctes truncaticollis \| \| \| \| |
|            | Dinoryctes deguidei                                                               |
|            |                                                                                   |
|            | Dinoryctes truncaticollis                                                         |
|            |                                                                                   |